# Восстание алеутов Лисьей гряды
Восста́ние алеу́тов Ли́сьей гряды́ — бунт алеутов против русских промышленников на Лисьих островах в 1763—1765 гг. в начальную пору (до создания РАК) освоения Русской Америки.

## Причины и повод
Причиной восстания называется жесткость, проявленная промышленниками при сборе ясака с местного населения. Непосредственным же поводом ко всеобщему восстанию алеутов послужило избиение розгами сына одного из алеутских вождей, совершённое русскими промышленниками.

## Начало восстания
Дождавшись, когда промышленники разбились на мелкие артели и отправились для добычи пушнины по разным местам островов, алеуты в начале декабря 1763 г. внезапно напали на них и почти всех перебили. Алеуты уничтожили почти всё имущество погибших промышленников и сожгли суда «Св. Иоанн» на Умнаке и «Св. Захарий и Елизавета» на Уналашке. Удалось спастись лишь Коровину с артелью из 13 человек, которые находились в бухте на Уналашке при галиоте «Св. Троица». Коровин со своими товарищами оказался осаждённым алеутами в зимовье и с 10 декабря четверо суток днём и ночью отбивал ружейным огнём атаки островитян. После неудачного штурма алеуты целый месяц держали в осаде Коровина и его людей, среди которых начались голод и цинга. Русским всё же удалось перебраться на стоявшее в заливе недалеко от зимовья судно. В конце апреля 1764 г. они отправились в плавание, однако буря выбросила галиот Коровина на берег Умнака. Остатки судна на берегу были сожжены алеутами. Коровину и его оставшимся в живых спутникам через некоторое время с огромным трудом удалось построить байдару и на ней отправиться вдоль побережья острова, пока в августе 1764 г. они не встретили людей из команды С. Глотова, пришедшего в это время на Умнак. Из экипажей трёх судов уцелело только 6 русских и 6 камчадалов.
Команда галиота «Св. Николай», выдвинувшись от берегов Аляски, высадилась на Умнак и уничтожила 4 посёлка алеутов, но была разгромлена ополчением пятого селения. Промышленники были перебиты, а их корабль сожжён.

## Подавление восстания
Подавлением восстания ведал С. Глотов на корабле «Св. Андреян и Наталья» (экипаж 40 человек), он уничтожил все алеутские поселения на южной стороне Умнака. В то время, когда команда Глотова занималась усмирением алеутов о. Умнак, к Уналашке подошёл бот «Св. Петр и Св. Павел» с передовщиком И. Соловьёвым и командой из 55 человек. Во время первой стычки погибло до 100 алеутов. Собравшись с силами, партии промышленников продолжили карательные рейды по алеутским селениям, в ходе которых было истреблено от 3 до 5 тыс. туземцев.
По мнению А. В. Гринёва и Р. В. Макаровой, непосредственно от рук промышленников погибло, видимо, несколько сот алеутов, однако от прямых и косвенных последствий военных действий (от ранений, голода, холода и болезней) — гораздо большее число людей.

## Последствия
Военные действия были одной из главных причин депопуляции наиболее многочисленных алеутов Лисьей гряды. В целом за первые 30 лет контактов с русскими коренное население Алеутских островов сократилось, по самым скромным подсчётам, в три раза.